# ورزشگاه ژئودیس پارک
پارک ژئودیس، که در طول توسعه و ساخت و ساز با نام‌های ورزشگاه نشویل اس‌سی و ورزشگاه نشویل فیرگراندز شناخته می‌شود، یک ورزشگاه مخصوص فوتبال با ۳۰,۱۰۹ صندلی در نشویل، تنسی است. این ورزشگاه خانه باشگاه فوتبال نشویل است. ورزشگاه در ۱ مه ۲۰۲۲ افتتاح شد و نشویل میزبان فیلادلفیا یونیون در بازی افتتاحیه ورزشگاه بود. این ورزشگاه یکی از دوازده ورزشگاه میزبان جام جهانی باشگاه‌ها ۲۰۲۵ خواهد بود.